# Andrzej (książę Grecji i Danii)
Andrzej Glücksburg (gr. Ανδρέας; ur. 2 lutego 1882 w Atenach, zm. 3 grudnia 1944 w Monte Carlo) – książę Grecji i Danii, członek dynastii Glücksburgów, syn Jerzego I Greckiego i Olgi Romanowej, brat Konstantyna I Greckiego.
W 1903 roku ożenił się z Alicją Battenberg. Miał z nią pięcioro dzieci – Małgorzatę (1905-1981), Teodorę (1906-1969), Cecylię (1911-1937), Zofię (1914-2001) i Filipa (1921-2021).

## Życiorys

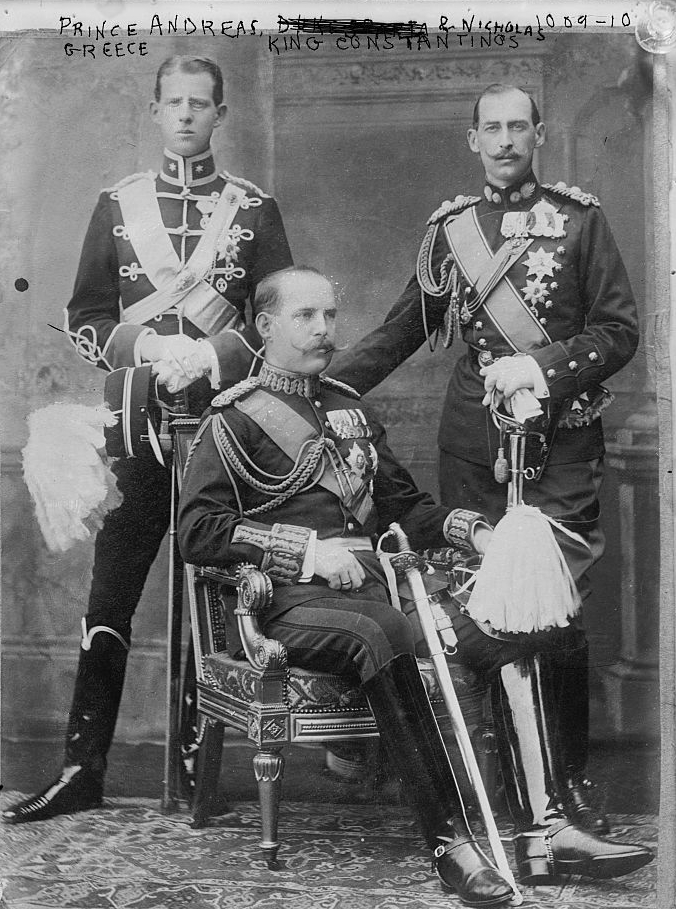
Andrzej ze starszymi braćmi, Konstantynem i Mikołajem (ok. 1901)

Urodził się 2 lutego 1882 roku w pałacu Tatoi na północ od Aten jako siódme dziecko i czwarty syn Jerzego I Greckiego oraz jego żony, Olgi Romanowej. Ze strony ojca jego dziadkami byli król Danii, Chrystian IX, oraz jego żona, Luiza z Hesji-Kessel, a ze strony matki – Konstanty Romanow i Aleksandra z Saksonii-Altenburga.
Miał siedmioro rodzeństwa – króla Grecji, Konstantyna I (1868-1923), Jerzego (1869-1957), Aleksandrę (1870-1891), Mikołaja (1872-1938), Marię (1876-1940), Olgę (1881) i Krzysztofa (1888-1940).
W rodzinie nazywano go „Andrea”. Był bardzo inteligentnym i bystrym dzieckiem. Biegle władał językami: greckim, duńskim, francuskim, niemieckim, angielskim i rosyjskim. Mimo to nie chciał rozmawiać ze swoimi rodzicami w innym języku, niż w ojczystym greckim. Jako dziecko zaczął cierpieć na krótkowzroczność, dlatego od swoich wczesnych lat nosił okulary.
W październiku 1903 poślubił księżniczkę Alicję Battenberg, prawnuczkę królowej Wiktorii, stając się jednym z potencjalnych dziedziców brytyjskiego tronu. Z Alicją doczekał się pięciorga dzieci.
Podczas wojny grecko-tureckiej Andrzejowi powierzono dowództwo II Korpusu Armii. Nie szanował jednak należycie swoich dowódców, ponieważ uważał ich taktykę za lekkomyślną i desperacką. Gdy otrzymał rozkaz zaatakowania pozycji wroga, postanowił się sprzeciwić, ponieważ atak naraziłby jego ludzi na niebezpieczeństwo. Został za to ukarany, a rok później aresztowany i postawiony przed sądem wojennym za nieposłuszeństwo rozkazowi i pozbawiony ról wojskowych. Wielu innych oskarżonych w tym samym procesie zostało rozstrzelanych i straconych, dlatego brytyjscy dyplomaci obawiali się o jego życie, ale ostatecznie został oszczędzony i dożywotnio wygnany z Grecji.
W 1917 opuścił Grecję razem z wygnanym bratem, królem Konstantynem, cztery lata później powrócił i brał udział w wojnie grecko-tureckiej. Wygnany w związku z niepowodzeniami w wojnie, został zrehabilitowany w roku 1936.
Zmarł 3 grudnia 1944 roku w Monte Carlo na niewydolność serca. Został pochowany w soborze św. Mikołaja w Nicei, a następnie jego szczątki przeniesiono na cmentarz przy pałacu Tatoi pod Atenami (w którym się urodził). Pozostawił po sobie dług w wysokości 17 500 funtów, a ponad połowę swoich posiadłości otrzymał w spadku jego jedyny syn – Filip, mąż królowej brytyjskiej, Elżbiety II.

## Małżeństwo i potomstwo
6 października 1903 roku w ceremonii cywilnej poślubił Alicję Battenberg. Następnego dnia odbyła się ceremonia religijna zaślubin. Para miała razem pięcioro dzieci:
- Małgorzata (gr. Μαργαρίτα; ur. 18 kwietnia 1905 w Atenach, zm. 24 kwietnia 1981 w Bad Wiessee). W 1931 roku wyszła za mąż za Godfryda z Hohenlohe-Langenburga. Miała z nim sześcioro dzieci.
- Teodora (gr. Θεοδώρα; ur. 30 maja 1906 w Atenach, zm. 16 października 1969 w Konstancji). W 1931 roku wyszła za mąż za Bertolda, margrabiego Badenii. Miała z nim troje dzieci.
- Cecylia (gr. Καικιλία; ur. 22 czerwca 1911 w Atenach, zm. 16 listopada 1937 w Ostendzie). W 1931 roku wyszła za mąż za Jerzego, wielkiego księcia Hesji. Miała z nim czworo dzieci.
- Zofia (gr. Σοφία; ur. 26 czerwca 1914 na Korfu, zm. 24 listopada 2001 w Schliersee). W 1930 roku wyszła za mąż za Krzysztofa Heskiego. Miała z nim pięcioro dzieci. W 1946 roku jej drugim mężem został Jerzy Wilhelm Hanowerski. Miała z nim troje dzieci.
- Filip (gr. Φίλιππος; ur. 10 czerwca 1921 na Korfu, zm. 9 kwietnia 2021 w  Windsorze). W 1947 roku ożenił się z Elżbietą (późniejszą królową brytyjską, Elżbietą II). Miał z nią czworo dzieci – Karola (ur. 1948), Annę (ur. 1950), Andrzeja (ur. 1960) i Edwarda (ur. 1964).

## Genealogia
| Prapradziadkowie               | Fryderyk Karol Schleswig-Holstein-Sonderburg-Beck (1757-1816) ∞1780 Fryderyka Amalia Schlieben (1757-1827)                  | Karol z Hesji-Kassel (1744-1836) ∞1766 Luiza Oldenburg (1750-1831)                                                          | Fryderyk Heski (1747-1837) ∞1786 Karolina Nassau-Usingen (1762-1823)  | Fryderyk Oldenburg (1753-1805) ∞1774 Zofia z Meklemburgii-Schwerinu (1758-1794) | Paweł I Romanow (1754-1801) ∞1776 Maria Romanowa (1759-1828)                     | Fryderyk Wilhelm III Pruski (1770-1840) ∞1793 Luiza Pruska (1776-1810)           | Fryderyk z Saksonii-Altenburga (1763-1834) ∞1785 Charlotta z Meklemburgii-Strelitz (1769-1818) | Ludwik Wirtemberski (1756-1817) ∞1797 Henrietta z Nassau-Weilburg (1780-1857)    |
| Pradziadkowie                  | Fryderyk Wilhelm ze Szlezwika-Holsztynu-Sonderburga-Glücksburga (1785-1831) ∞1810 Luiza Karolina z Hesji-Kassel (1789-1867) | Fryderyk Wilhelm ze Szlezwika-Holsztynu-Sonderburga-Glücksburga (1785-1831) ∞1810 Luiza Karolina z Hesji-Kassel (1789-1867) | Wilhelm Heski (1787-1867) ∞1810 Luiza Charlotta Oldenburg (1789-1864) | Wilhelm Heski (1787-1867) ∞1810 Luiza Charlotta Oldenburg (1789-1864)           | Mikołaj I Romanow (1796-1855) ∞1817 Aleksandra Romanowa (1798-1860)              | Mikołaj I Romanow (1796-1855) ∞1817 Aleksandra Romanowa (1798-1860)              | Józef z Saksonii-Altenburga (1789-1868) ∞1817 Amelia Wirtemberska (1799-1848)                  | Józef z Saksonii-Altenburga (1789-1868) ∞1817 Amelia Wirtemberska (1799-1848)    |
| Dziadkowie                     | Chrystian IX (1818-1906) ∞1842 Luiza z Hesji-Kassel (1817-1898)                                                             | Chrystian IX (1818-1906) ∞1842 Luiza z Hesji-Kassel (1817-1898)                                                             | Chrystian IX (1818-1906) ∞1842 Luiza z Hesji-Kassel (1817-1898)       | Chrystian IX (1818-1906) ∞1842 Luiza z Hesji-Kassel (1817-1898)                 | Konstanty Romanow (1827-1892) ∞1848 Aleksandra z Saksonii-Altenburga (1830-1911) | Konstanty Romanow (1827-1892) ∞1848 Aleksandra z Saksonii-Altenburga (1830-1911) | Konstanty Romanow (1827-1892) ∞1848 Aleksandra z Saksonii-Altenburga (1830-1911)               | Konstanty Romanow (1827-1892) ∞1848 Aleksandra z Saksonii-Altenburga (1830-1911) |
| Rodzice                        | Jerzy I Grecki (1845-1913) ∞1867 Olga Romanowa (1851-1926)                                                                  | Jerzy I Grecki (1845-1913) ∞1867 Olga Romanowa (1851-1926)                                                                  | Jerzy I Grecki (1845-1913) ∞1867 Olga Romanowa (1851-1926)            | Jerzy I Grecki (1845-1913) ∞1867 Olga Romanowa (1851-1926)                      | Jerzy I Grecki (1845-1913) ∞1867 Olga Romanowa (1851-1926)                       | Jerzy I Grecki (1845-1913) ∞1867 Olga Romanowa (1851-1926)                       | Jerzy I Grecki (1845-1913) ∞1867 Olga Romanowa (1851-1926)                                     | Jerzy I Grecki (1845-1913) ∞1867 Olga Romanowa (1851-1926)                       |
| Andrzej Glücksburg (1882-1944) | | |                                                                       |                                                                                 |                                                                                  |                                                                                  |                                                                                                |                                                                                  |